# (5451) Plato
(5451) Plato  es un asteroide perteneciente al cinturón de asteroides, descubierto el 24 de septiembre de 1960 por Cornelis Johannes van Houten y Tom Gehrels desde el Observatorio de Palomar, en Estados Unidos.

## Designación y nombre
Plato se designó inicialmente como 4598 P-L.
Más adelante fue nombrado en honor al filósofo de la Grecia clásica Platón (427-347 a. C.).

## Características orbitales
Plato orbita a una distancia media del Sol de 2,5336 ua, pudiendo acercarse hasta 2,1767 ua y alejarse hasta 2,8906 ua. Tiene una excentricidad de 0,1408 y una inclinación orbital de 1,7595° grados. Emplea en completar una órbita alrededor del Sol 1473 días.

## Características físicas
Su magnitud absoluta es 14,2. Tiene 8,703 km de diámetro. Su albedo se estima en 0,053. El valor de su periodo de rotación es de 6,8 h.